# Abdou Jammeh
Abdou Jammeh (Bakau, 13 febbraio 1986) è un ex calciatore gambiano, di ruolo difensore.

## Carriera

### Club
Ha giocato nel campionato gambiano, tunisino, russo, belga, cipriota e del Kuwait.

### Nazionale
Ha esordito in nazionale nel 2006.